# Тож
Тож (фр. Toges) — коммуна во Франции, находится в регионе Шампань — Арденны. Департамент коммуны — Арденны. Входит в состав кантона Вузье. Округ коммуны — Вузье.
Код INSEE коммуны — 08453.
Коммуна расположена приблизительно в 190 км к востоку от Парижа, в 65 км северо-восточнее Шалон-ан-Шампани, в 39 км к югу от Шарлевиль-Мезьера.

## Население
Население коммуны на 2008 год составляло 92 человека.
| 1962 | 1968 | 1975 | 1982 | 1990 | 1999 | 2008 |
| ---- | ---- | ---- | ---- | ---- | ---- | ---- |
| 113  | 134  | 115  | 105  | 96   | 94   | 92   |

## Экономика
В 2007 году среди 56 человек в трудоспособном возрасте (15—64 лет) 32 были экономически активными, 24 — неактивными (показатель активности — 57,1 %, в 1999 году было 66,1 %). Из 32 активных работали 30 человек (18 мужчин и 12 женщин), безработными были 2 мужчин. Среди 24 неактивных 4 человека были учениками или студентами, 11 — пенсионерами, 9 были неактивными по другим причинам.

## Награды
- Военный крест (1914—1918)[англ.] — 9 марта 1921 года

## Фотогалерея
- Церковь Сен-Фьякр
- Карта коммуны